# Động mạch tai sau
Động mạch tai sau (tiếng Anh: Posterior auricular artery; tiếng Pháp: L'artère auriculaire postérieure) là một động mạch nhỏ có nguyên ủy từ động mạch cảnh ngoài, phía trên cơ hai bụng và cơ trâm - móng, đối diện với đỉnh của mỏm trâm của xương thái dương.
Động mạch đi lên phía sau dưới tuyến nước bọt mang tai, dọc theo mỏm trâm của xương thái dương, giữa sụn tai và mỏm chũm, dọc theo phía bên của đầu. Động mạch tai sau phân nhánh thành động mạch trâm chũm, các nhánh nhỏ đến loa tai, cung cấp máu cho toàn bộ da đầu sau và loa tai.

## Hình ảnh bổ sung

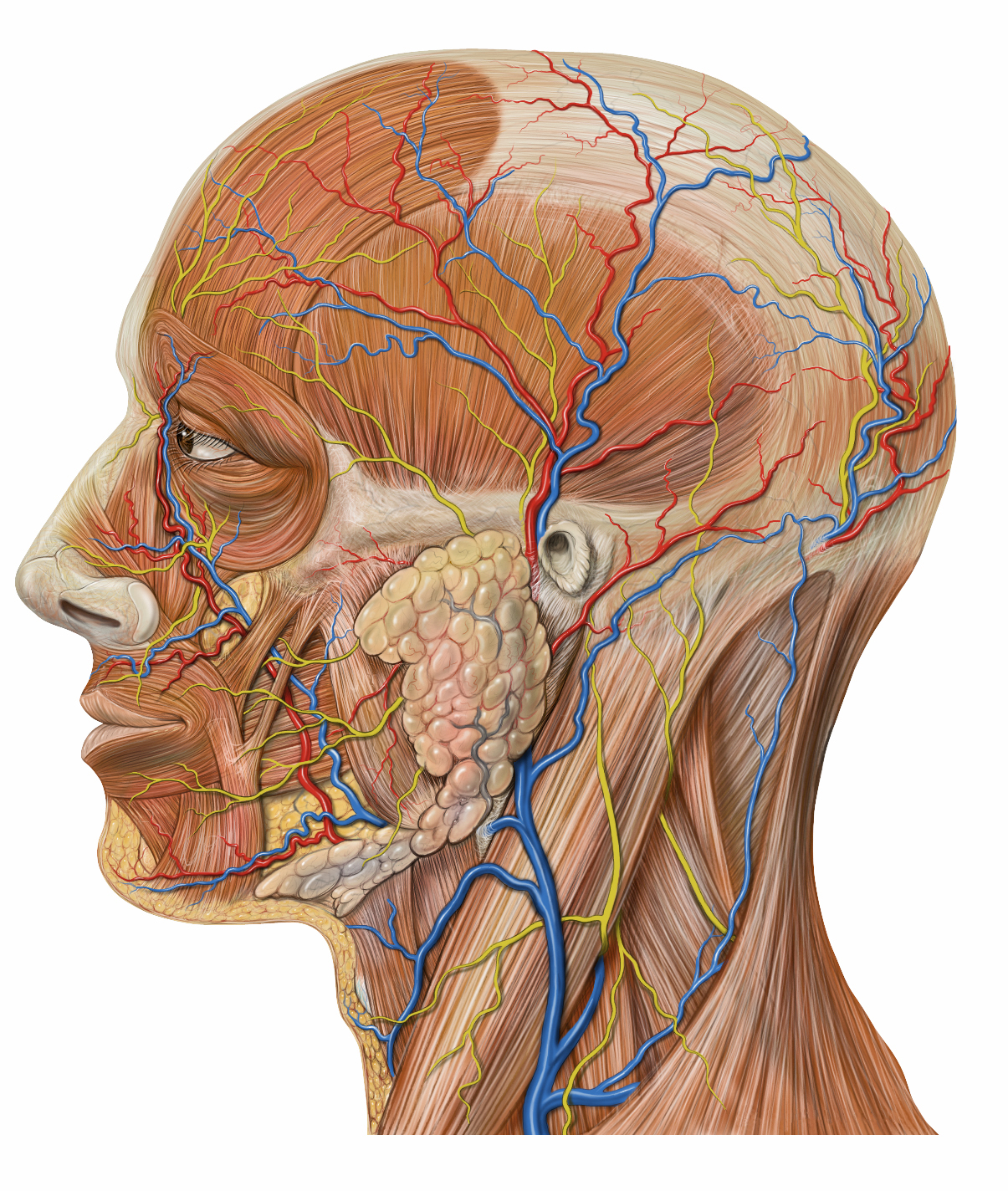
Giải phẫu vùng bên của đầu